# 高丘水库
高丘水库是中国河南省南阳市镇平县境内的一座水库，位于严陵河上，建于1965年。水库正常库容为1475万立方米，集雨面积为52平方千米，海拔为237.6米。